# 티노 인사나
티노 인사나(Tino Insana) 는 미국의 배우, 각본가, 가수, 성우, 희극인, 영화 제작자이다.

## 생애
1948년 시카고에서 태어났으며 2017년 5월 31일, 로스앤젤레스에서 암으로 사망하였다.

## 출연 작품
- 백 앳 더 반야드 (2007년)
- 신나는 동물농장 (2006년) - 피그 목소리 역
- 에이리언의 위장 침투 (1995, Out There)
- 비버리 힐스 캅 3 (1994년)
- 톰과 제리 (1992년)
- 집시 반란 (1990년)
- 미혼모 (1988년)
- 쓰리 아미고 (1986년)
- 이웃 여인 (1981년)
- 크랙킹 업 (1977년)